# Janez Ferlan
Janez Ferlan, slovenski slikar, * 12. november 1966, Kranj.

## Življenje in delo
Leta 1985 je končal Srednjo šolo za oblikovanje in fotografijo v Ljubljani, leta 1993 pa je diplomiral iz slikarstva na oddelku za likovno pedagogiko na Pedagoški fakulteti v Ljubljani pri prof. Hermanu Gvardjančiču. Za svoje delo je leta 1992 prejel Študentsko Prešernovo nagrado.
Razstavlja v različnih galerijah doma in po svetu, sodeluje pa je tudi pri nastajanju risank (npr. Hrček Miha).